# Flagellation
La flagellation est un acte qui consiste à fouetter le corps humain avec un fouet, des lanières, ou une tige souple, ou encore tout autre objet du même type.
Souvent utilisé comme châtiment corporel, dans certains cas comme une torture, la flagellation a aussi des usages religieux ou érotiques.

## Comme châtiment corporel, ou moyen de torture
Le fouet a été utilisé par toutes les civilisations et est encore employé dans certains pays ou régions, comme ceux appliquant la charia.
Dans la torture, la flagellation est souvent un préliminaire à d'autres tortures. Le nombre de coups est généralement très élevé. Si les coups infligés sont trop nombreux, ils peuvent conduire à la mort.
Les Romains utilisaient comme châtiment corporel la fustigation (par des verges ou le fustis, « bâton »), peine appliquée aux citoyens ou aux affranchis car jugée moins infamante ; la flagellation avec un fouet (le flagellum) ou le flagrum appliquée aux non-citoyens, libres ou esclaves qui ont commis des actes criminels ; la verberatio (littéralement « coup ») est le châtiment le plus sévère : administrée par le fustis ou le flagrum à une telle intensité qu'elle mutile le supplicié, voire le tue, cette torture est souvent le préliminaire à la peine de mort, même si les sources divergent. Pour la loi Valeria de -300, Tite-Live et Cicéron (Pro Rabirio) indiquent qu'un flagellé ne peut être mis à mort, alors que d'autres auteurs (Cicéron dans la République , Valère Maxime et Denys d'Halicarnasse) distinguent les verges de l'exécution. Les définitions de ces châtiments ayant souvent tendance à se recouvrir, elles étaient rarement précisées par écrit dans les sentences de jugement. Le droit romain ne fixait pas le nombre de coups donnés (il dépendait bien souvent du caprice du bourreau ou de la nécessité de maintenir en vie le torturé avant qu'il soit crucifié) alors que le droit hébraïque le limitait à 40 afin d'éviter la mort du supplicié.
Au Moyen Âge, la flagellation est répandue en France, comme partout dans le monde, excepté dans la noblesse. Ce sera également le cas durant toute la période de l'Ancien Régime.
Aux XVIIIe et XIXe siècles, la bastonnade et la flagellation avec une corde goudronnée étaient des punitions fréquemment pratiquées dans les bagnes, dans la marine et durant l'esclavage. En France, la dernière flagellation pénale publique fut administrée en 1786 à la Comtesse de la Motte pour son rôle dans l'affaire du collier de la reine ; la flagellation pénale et éducative sera interdite en 1830. Elle reste néanmoins en vigueur dans la marine, en tant que pratique disciplinaire, ainsi que dans les bagnes et les colonies (pour les esclaves), jusqu'au décret du 12 mars 1848. En Suède, elle retirée de la liste des peines acceptables de la justice militaire en 1882.
En Angleterre, la coutume disciplinaire de la flagellation reste longtemps ancrée dans les mœurs ; ce qui explique que les auteurs anglo-saxons auront souvent recours aux scènes de flagellation dans leurs romans, selon le modèle victorien d'une « éducation à l'anglaise ».
De nos jours, la flagellation est une sanction pénale en Arabie saoudite et en Iran. Elle est également utilisée pour réprimer différents délits dans plusieurs régions du monde. On peut citer entre autres, le Soudan, l'Indonésie, Singapour, la Malaisie, le sultanat de Brunei, etc.
Enfin, depuis toujours, des fustigations plus bénignes à l'égard des enfants ou adolescents sont répandues. Ce type de punition est généralement interdit dans les écoles aujourd'hui, mais subsiste dans différents pays à travers le monde.

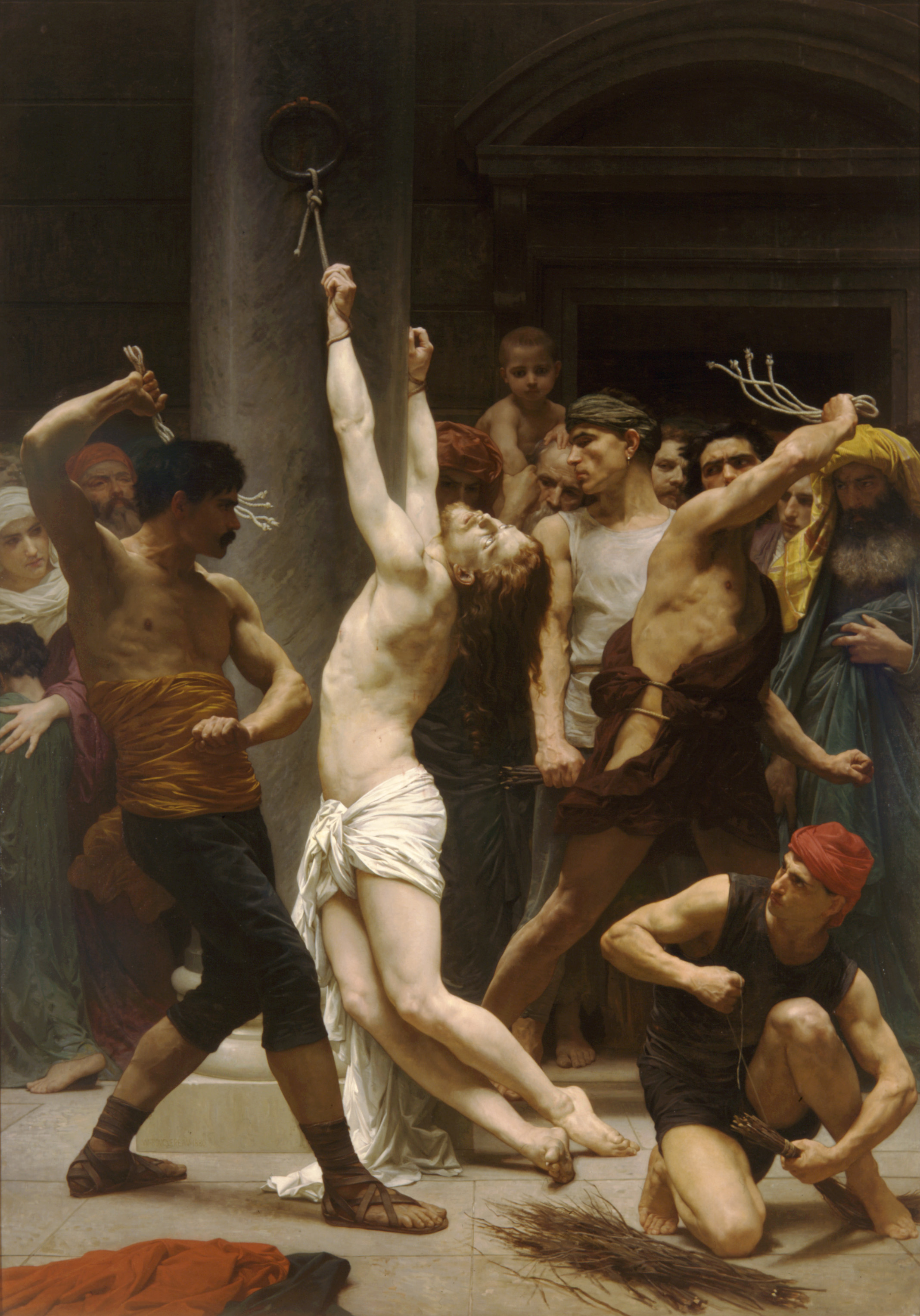
La flagellation de notre seigneur Jésus-Christ (1880), de William Bouguereau.
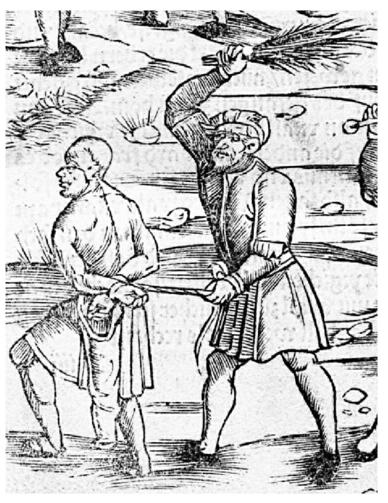
Illustration d'un homme fustigé au XVIè siècle, sous le Saint-Empire romain germanique.
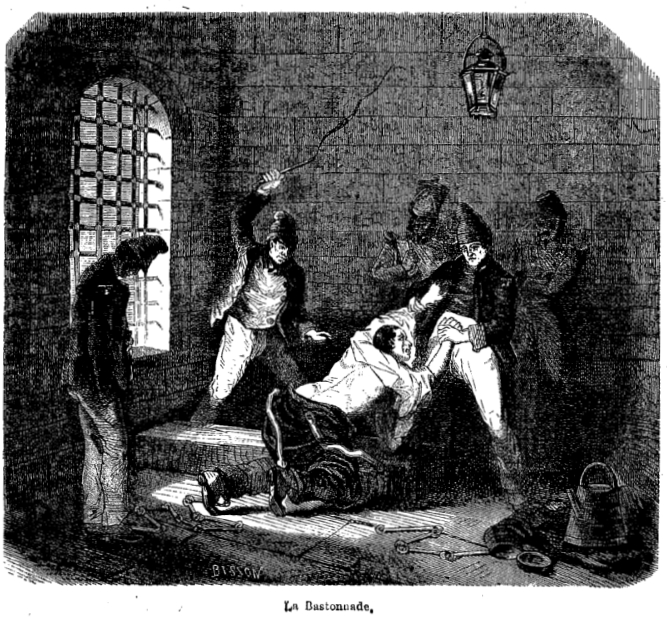
Scène de flagellation au bagne de Toulon.
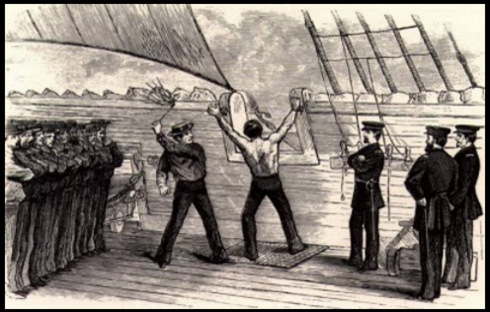
Un marin sanctionné pour manque de discipline, au XIXè siècle.
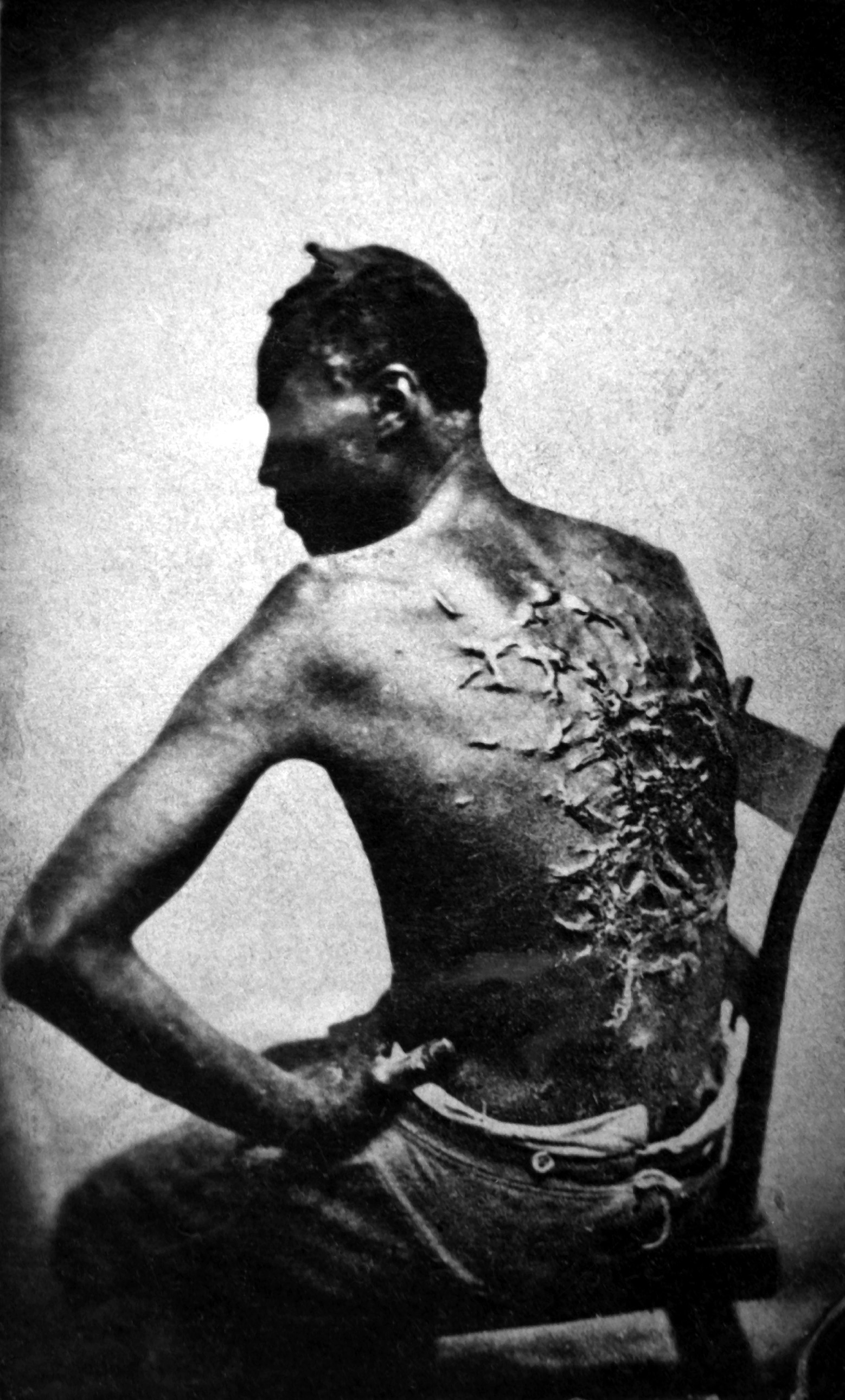
Cicatrices de flagellation sur Gordon, un esclave à Baton Rouge, aux États-Unis, le 2 avril 1863.

## Comme moyen de faire pénitence
Dans la religion chrétienne, la flagellation est un symbole fort, car cette torture fut utilisée par les Romains sur Jésus-Christ avant sa crucifixion. C'est pour cette raison que des groupes de Flagellants se forment au Moyen Âge, surtout en Allemagne et en Hongrie. Allant de ville en ville, ils s'autoflagellent avec des disciplines pour faire pénitence, en s'unissant de cœur et en esprit à la Passion de Jésus pour qu'il leur permette, par ces souffrances semblables aux siennes, d'expier leurs péchés. Ils enjoignent à toute personne de venir se faire châtier pour obtenir la rémission de ses péchés. En 1509, le pape Clément VII les condamne à l'Inquisition. Néanmoins, en France, la confrérie des Blancs-Battus, fondée par Henri III, utilise les mêmes méthodes et ses adeptes se rendent en procession jusqu'à Notre-Dame de Paris, en se fouettant en cadence. En 1601, le parlement de Paris interdit définitivement cette procession. Mais le fouet demeure un douloureux correcteur des vices, et jusqu'au Moyen Âge, les verges, dans l'idée d'une imitation christique, sont un des outils les plus utilisés de la répression. Rabelais et Montaigne s'insurgent d'ailleurs contre les maîtres armés de fouets.
La flagellation se pratiquait et se pratique encore dans certains ordres religieux catholiques. Le pasteur H.J. Hegger, ancien rédemptoriste, livre ce témoignage dans son autobiographie Du couvent à l'Évangile (Paris, Bergers et Mages, 1959) :
« Deux fois par semaine, le mercredi et le vendredi soir, les Rédemptoristes s'infligent une flagellation en commun. Chacun se tient dans le corridor, à la porte de sa chambre. Après quelques prières, les lumières sont éteintes et chacun se déshabille. Au moment où est entonné le Psaume 51 (Miserere mei Deus), chacun s'administre sa raclée. Puis on récite le Salve Regina et quelques autres oraisons. Le tout dure environ dix minutes. Pendant le chant du cantique de Siméon, aux mots : «...lumière des Gentils », les lampes sont rallumées. La flagellation se pratique avec un faisceau de cordes, durcies à leurs extrémités par de la résine. »
De même, des chiites pratiquent l'autoflagellation pour commémorer la passion d'al-Husayn à l'occasion de la fête de l'Ashoura.

## Dans la littérature érotique
Sans avoir connu la fortune du terme « enfer », le mot « flagellation » désigne à la Bibliothèque nationale une série de cotes sous lesquelles ont été regroupés à partir du début du XXe siècle des ouvrages de plus en plus nombreux depuis les années 1880, traitant sous forme historique ou romancée de la flagellation.
Dans le domaine de l'édition, c'est le succès des œuvres de Leopold von Sacher-Masoch, assez tôt traduites en français, et la notoriété des travaux de Richard von Krafft-Ebing, fondateur des concepts de « sadisme » et « masochisme », qui marquent les débuts d'une vague éditoriale qui durera jusqu'à la fin des années 1930. La Vénus à la fourrure (1870) fait presque figure de roman fondateur, dont les héros, Séverin et Wanda, qui usent et abusent de la flagellation en tant qu'éveilleuse de sens aphrodisiaque, furent inspirés à l'auteur par le souvenir traumatique d'une flagellation de son oncle par sa tante à laquelle il assista en secret. Toute sa vie, Sacher-Masoch sera hanté par la figure de cette femme, ne se séparant jamais de sa fourrure et de son fouet, « cette créature qui, par sa force et sa beauté brutales, paraissait créée pour mettre insolemment son pied sur la nuque de l'humanité ». Une part importante des publications françaises liées à ce genre est constituée de traductions (ou prétendues telles) de l'anglais. Raymond-Josué Seckel précise que « la flagellation, qualifiée en anglais comme en français (une fois n'est pas coutume) de “vice anglais” (english vice), a en effet été le thème dominant d'une part importante de la littérature érotique anglaise dans la seconde moitié du XIXe siècle. »
Néanmoins, le thème n'est pas absent de la littérature des XVIIe siècle et du XVIIIe siècle et l'œuvre du marquis de Sade, notamment Justine ou les Malheurs de la vertu (1791), tout comme son iconographie, est riche en scènes de flagellation. On peut également citer Thérèse philosophe (1748), attribuée en partie à Jean-Baptiste Boyer d'Argens. Il en va de même de la littérature médicale, où la frontière est ténue entre la flagellation comme remède contre l'impuissance et l'usage du fouet comme « aphrodisiaque externe ». Sous l'Empire, l'actrice Émilie Contat (1770-1846) fouettait ses amants, dont le célèbre Joseph Fouché, ministre de la Police de Bonaparte. À la même époque, à Londres, la mode des sévices bat son plein. Un peu partout en Europe se pratique « le jeu de l'esclave », qui consiste à se faire fouetter et humilier entièrement nu. Dès lors, la littérature se fait l'écho de telles pratiques, en y ajoutant le plaisir du texte proprement dit lié à une rhétorique du désir, une alliance qu'on trouvait déjà en creux chez Jean-Jacques Rousseau, lorsque dans Les Confessions, le jeune homme reçoit la fessée de Mademoiselle Lambercier.
À partir de la fin du XIXe siècle des éditeurs spécialisés associent la réédition de textes médicaux et la publication de compilations historiques ou romans, prétexte à diffuser des textes à connotation érotique sur l'usage du fouet. Les scènes de flagellation y ont des cadres variés : bordels, pensionnats, couvents ou hôpitaux. Parmi ces éditeurs notoires, on peut citer Auguste Brancart, à Bruxelles et à Amsterdam, Paul Harry Ferdinando (plus connu sous le nom de Charles Carrington) à Londres puis à Paris, Jean Fort, entre 1905 et 1939 à Paris. Dans son Anthologie de la fessée et de la flagellation (La Musardine, 1998), Alexandre Dupouy, estime à plus de 700 les romans flagellomaniaques écrits entre 1890 et 1940.
Un des principaux et premiers ouvrages français traitant de la flagellation d'un point de vue « priapi-médico-philosophique » (selon la formule d'une réimpression de 1885) est le Traité du fouet et de ses effets sur le physique de l'amour, ou Aphrodisiaque externe, ouvrage médico-philosophique, suivi d'une dissertation sur tous les moyens capables d'exciter aux plaisirs de l'amour, par D*****, de François Amédée Doppet (1753-1799), initialement paru en 1788 et qui connut plusieurs réimpressions un siècle plus tard. Il s'agit d'une compilation qui reprend les contributions d'auteurs anciens sur l'excitation sexuelle provoquée par la flagellation, notamment dans les couvents. Doppet avait été précédé dans cette veine par le médecin allemand Johann Heinrich Meibom (1590-1655), auteur d'un De usus flagrorum in re medica et veneria (traduit en français en 1795), qui défendait l'utilité des coups pour stimuler l'activité sexuelle. Parmi les ouvrages publiés en pleine vogue de la « flagellation » à la fin du XIXe siècle, on peut citer : Souvenirs de Mrs. Martinett, par E. D. auteur de « Jupes troussées », dont la paternité n'a pas été réellement élucidée et qui est publié par Auguste Brancart, sous son enseigne de l’Imprimerie de la Société Cosmopolite. L'institutrice Mrs. Martinett y enseigne les bons principes à ses élèves, à l'aide de l'instrument qui porte son nom.
En 1902 le journaliste Charles Virmaître (1835-1903) fait paraître Les Flagellants et les flagellés de Paris, une compilation d'anecdotes, lettres, potins sur les conduites d'esclavage sexuel consenti et sollicité. L'ouvrage est publié par Charles Carrington, qui édite aussi à la même époque La Flagellation amoureuse (1904) de Jean de Villiot (pseudonyme de Georges Grassal), et cosigne lui-même avec Hugues Rebell (1867-1905) et Hector France (1837-1908), sous le même pseudonyme collectif de Jean de Villiot, une Étude sur la flagellation à travers le monde, aux points de vue historique, médical, religieux, domestique et conjugal avec un exposé documentaire de la flagellation dans les écoles anglaises et les prisons militaires. Parmi d'innombrables autres ouvrages, on peut mentionner Maisons de flagellation, traité sur les méthodes employées par les flagellomanes, écrit par le Docteur Fowler (pseudonyme) et édité  par Jean Fort en 1911, avec une préface de Pierre de Jusange (pseudonyme de Pierre Dumarchey, connu sous le nom de Pierre Mac Orlan) et de nombreux croquis de Frédillo représentant d'étonnants instruments de flagellation ; Le Règne de la cravache et de la bottine (1913) de Bernard Valonnes, qui se partage entre récits de masochisme et récits de flagellation ; La Clinique des cauchemars (1937) de Jean Vergerie, publié à compte d'auteur et illustré par Sadie-Mazo, qui oscille entre pornographie et épouvante ; L'Amour fouetté (vers 1930) de Gaston Vincennes (pseudonyme de Gaston Bonhomme). On trouve aussi des scènes de flagellation dans d'autres récits érotiques très célèbres de cette époque, comme Les Onze Mille Verges (1907) de Guillaume Apollinaire ou Trois filles de leur mère (écrit vers 1910, et publié sous le manteau par René Bonnel en 1926) de Pierre Louÿs.
Pierre Mac Orlan (1882-1970) a signé plusieurs ouvrages érotiques, sous son véritable nom, Pierre Dumarchey, ou sous d'autres pseudonymes (Pierre du Bourdel, Sadie Blackeyes), pour la plupart publiés par Jean Fort, où la flagellation, entre autres sévices et plaisirs, est largement présente : La Comtesse au fouet, belle et terrible (l'homme-chien), roman d'une héroïne de Sacher-Masoch (1908), livre sado-masochiste où les héros évoluent dans les hauts lieux de la bonne société fin-de-siècle (Saint-Pétersbourg, Naples, Nice, Monte-Carlo) ; une succession de mauvais traitements et de viols intitulée Les Aventures amoureuses de Mademoiselle de Sommerange ou Les Aventures libertines d'une Demoiselle de Qualité sous la Terreur (1910) ; Mademoiselle de Mustelle et ses amies. Roman pervers d'une fillette élégante et vicieuse (1913), roman d'apprentissage d'une jeune fille, qui sera réédité en 1928 par René Bonnel et Pascal Pia, sous les allures d'un pastiche de la collection de Hachette la « Bibliothèque rose » ; Petite dactylo, suivi de Les Belles clientes de M. Brozen et de Le Maître d'école, avec un choix de lettres concernant les faits curieux touchant la flagellation des Misses et des Femmes (1914), qui est une suite de plusieurs récits dont l'action se passe à Londres et qui présentent tous les degrés de la flagellation.
Le roman de flagellation, genre déjà marginal, voire ultra-confidentiel, disparaît avant la Seconde Guerre mondiale. Quelques hommages, légèrement pastiches, lui seront rendus à l'occasion, tel Monsieur dresse sa bonne (1996) de Esparbec.
Le roman Histoire d'O de Pauline Réage, remet à la mode le fouet dans ses pratiques sadomasochistes.
En 1968, dans le Film Angélique et le Sultan (tiré du roman d'Anne et Serge Golon) l’héroïne (Angélique) emprisonnée dans le harem du sultan, se rebelle contre les instructions d'Osman Ferradji, eunuque chargé du harem et pour la punir, le Sultan la fait fouetter dans une scène devenue culte, fortement érotique.

## Objets utilisés

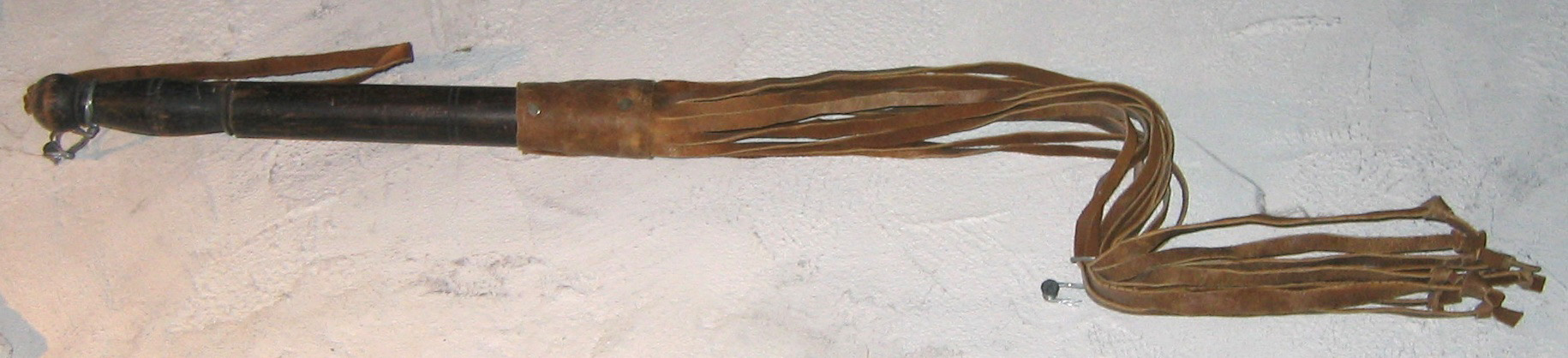
Fouet à lanières de cuir, au musée des tortures à Fribourg-en-Brisgau.

Plusieurs objets peuvent être utilisés pour flageller une personne (voici une liste non exhaustive) :
- branche d'arbre ;
- canne ;
- câble électrique[12],[13],[14],[15] ;
- ceinture ;
- chat à neuf queues ;
- cravache ;
- fouet (ou différents styles de fouets : Discipline, scorpion, fouet à nœuds)  parfois destinés à des usages particuliers comme le « fouet de chenil » ou le « fouet de chasse » aussi appelé « fouet de vènerie »
- fouets de "cowboy" en Australie ou aux États-Unis tressés à partir de cuir (les plus renommés sont en cuir de kangourou)
  - Le bull whip : fouet pourvu d'un manche court (25 à 40 cm), sans articulation avec le corps.
  - Le stock whip : fouet pourvu d'un manche long (40 à 53 cm), d'une articulation entre le manche et le corps du fouet.
  - Le snake whip : fouet sans manche, appelé aussi fouet d'alarme.
- knout ;
- martinet ;
- nerf de bœuf
- pagaie
- Verge